# چمکی
چمکی، روستایی از توابع بخش نازلو شهرستان ارومیه در استان آذربایجان غربی ایران است.

## جمعیت
این روستا در دهستان طلاتپه قرار دارد و براساس سرشماری مرکز آمار ایران در سال ۱۳۸۵، جمعیت آن زیر سه خانوار بوده‌است. زبان مردم روستا زبان ترکی آذربایجانی است و شیعه مذهب هستند.